# Ричардсон, Джон Стюарт
Джон Ричардсон (John S. (Stuart) Richardson; род. 1946) — британский антиковед, специалист по римскому империализму, римской Испании и римскому праву.
Доктор философии, эмерит-профессор Эдинбургского университета, заведовал кафедрой, являлся деканом. С 2003 года почетный профессор Даремского университета, член Королевского общества Эдинбурга (1996). Священнослужитель Шотландской епископальной церкви.
С 1964 по 1972 занимался в оксфордском Тринити-колледже, который окончил и получил там же степень доктора философии DPhil. С 1969 по 1972 лектор античной истории в оксфордском Эксетер-колледже, затем до 1987 года — в Сент-Эндрюсском университете. В последнем же году стал первым завкафедрой классики Эдинбургского университета — по 1992 год, и затем вновь занимал эту должность с 1998 по 1999 год, в 2002 вышел в отставку. С 1992 по 1997 год декан факультета искусств. В 1993-7 глава Council of University Classical Departments, в 1998—2001 президент Society for the Promotion of Roman Studies. Генредактор серии The Edinburgh History of Ancient Rome (Edinburgh University Press).
Автор The Language of Empire: Rome and the idea of empire from the third century BC to the second century AD (Cambridge University Press, 2008) {Рец.: , , , , }. Также автор Augustan Rome.